# Установка фракціонування Ріверсайд
Установка фракціонування Ріверсайд — підприємство нафтогазової промисловості в Луїзіані.
З 1960 року на лівому березі Міссісіпі південніше від Батон-Руж діяла установка фракціонування Ріверсайд потужністю 28 тисяч барелів зріджених вуглеводневих газів на добу. Сировина для її роботи надходила через систему трубопроводів Cajun-Sibon, яка обслуговувала кілька газопереробних заводів на захід від Міссісіпі, а також через трубопровід діаметром 150 мм з комплексу підземних сховищ Гранд-Байу в Наполеонвілі.
У 2009 році компанія Crosstex викупила в попереднього власника як Cajun-Sibon, так і підприємство в Ріверсайд. При цьому систему трубопроводів вирішили доповнити новою гілкою для подачі нефракціонованих ЗВГ із техаського хабу в Монт-Бельв'ю, а неподалік від Ріверсайду запланували спорудження нового потужного фракціонатора Плакуемін (на протилежному, правому березі Міссісіпі). Після запуску останнього установку Ріверсайд призначили для роботи з найбільш важкою фракцією ЗВГ із виділенням бутану, ізобутану та газового бензину. Як наслідок, в 2015-му випуск тут етану та пропану припинився.
Фракціонатор станом на грудень 2016-го мав потужність у 32 тисячі барелів на добу, при цьому в тому ж році він випустив біля 10,2 млн тонн товарних продуктів у тому числі н-бутану — 3,2 млн, ізо-бутану — 1,9 млн, фракції пентан+ — 5,1 млн.
При установці існують наземні сховища для роздільного зберігання продуктів загальною ємністю 279 тисяч барелів.
Видача продукції може відбуватись:
- трубопроводами до нафтопереробних заводів компаній Marathon у Гаррівілі (за три десятки кілометрів нижче по течії Міссісіпі) та ExxonMobil в Батон-Руж, а також до підземного сховища в Соренто;
- залізницею;
- баржами (термінал в Ріверсайді також надає послуги з перевалювання нафти та конденсату із залізничних цистерн на баржі);
- автоцистернами.
Допоки установка фракціонувала повний спектр ЗВГ, вона також могла постачати:
- етан — через трубопроводи до нафтохімічних підприємств у самому Гейсмарі (тут зокрема є піролізне виробництво, котре наразі належить компанії Nova) та Плакуемін (діють установки парового крекінгу Dow Chemical);
- пропан — трубопроводами до споживачів у Гейсмарі, НПЗ компанії ExxonMobil та системи пропанопроводу Dixie Pipeline, а також залізницею та автоцистернами.